# Cirilo e Metódio
Cirilo (em grego: Κύριλλος; née Constantino, 826–869) e Metódio (em grego: Μεθόδιος; née Miguel, 815–885) eram irmãos, teólogos e missionários cristãos bizantinos. Por seu trabalho de evangelização dos eslavos, eles são conhecidos como os "Apóstolos dos Eslavos".
Eles são creditados pela criação do alfabeto glagolítico, o primeiro alfabeto usado para transcrever o eslavo eclesiástico antigo. Após suas mortes, seus alunos continuaram seu trabalho missionário entre outros eslavos. Ambos os irmãos são venerados na Igreja Ortodoxa Oriental como santos com o título de "iguais aos apóstolos". Em 1880, o Papa Leão XIII introduziu sua festa no calendário do rito romano da Igreja Católica. Em 1980, o primeiro papa eslavo, o Papa João Paulo II, declarou-os co-padroeiros da Europa, juntamente com Bento de Núrsia.

## Início de carreira

### Primeiros anos
Os dois irmãos nasceram em Tessalônica, naquela época na província bizantina de mesmo nome (hoje na Grécia) — Cirilo em 827-828 e Metódio em 815-820. De acordo com a Vita Cyrilli ("A Vida de Cirilo"), Cirilo era supostamente o mais novo de sete irmãos; ele nasceu Constantino, mas recebeu o nome de Cirilo ao se tornar monge em Roma, pouco antes de sua morte. Metódio nasceu Miguel e recebeu o nome de Metódio ao se tornar monge no Mosteiro de Polícron no Olimpo de Mísia (atual Uludağ, no noroeste da Turquia). Seu pai era Leão, um drungário do tema bizantino de Tessalônica, e o nome de sua mãe era Maria.
As origens étnicas exatas dos irmãos são desconhecidas; há controvérsias sobre se Cirilo e Metódio eram de origem eslava ou grega ou ambas. Os dois irmãos perderam o pai quando Cirilo tinha quatorze anos, e o poderoso ministro Teoctisto, que era logothetes tou dromou, um dos principais ministros do Império, tornou-se seu protetor. Ele também foi responsável, junto com o regente Bardas, por iniciar um programa educacional de longo alcance dentro do Império que culminou no estabelecimento da Universidade de Magnaura, onde Cirilo lecionaria. Cirilo foi ordenado padre algum tempo depois de sua educação, enquanto seu irmão Metódio permaneceu diácono até 867/868.

### Missão aos cazares
Por volta do ano 860, o imperador bizantino Miguel III e o patriarca de Constantinopla Fócio (professor de Cirilo na universidade e sua luz guia em anos anteriores) enviaram Cirilo em uma expedição missionária aos cazares, que haviam solicitado que lhes fosse enviado um erudito que pudesse conversar tanto com judeus quanto com sarracenos. Afirma-se que Metódio acompanhou Cirilo na missão aos cazares, mas isso pode ser uma invenção posterior. O relato de sua vida apresentado na "Legenda" latina afirma que ele aprendeu a língua cazar enquanto estava em Quersoneso, em Táurica (hoje Crimeia).
Após seu retorno a Constantinopla, Cirilo assumiu o cargo de professor de filosofia na universidade. Seu irmão já havia se tornado uma figura significativa nos assuntos políticos e administrativos bizantinos, além de abade de seu mosteiro.

## Invenção dos alfabetos glagolítico e cirílico

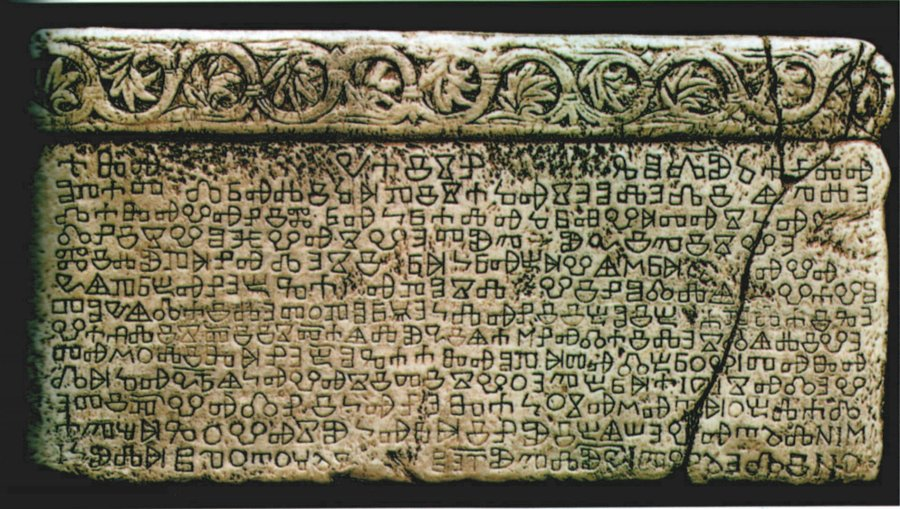
A tábua de Baška é um exemplo antigo do glagolítico da Croácia

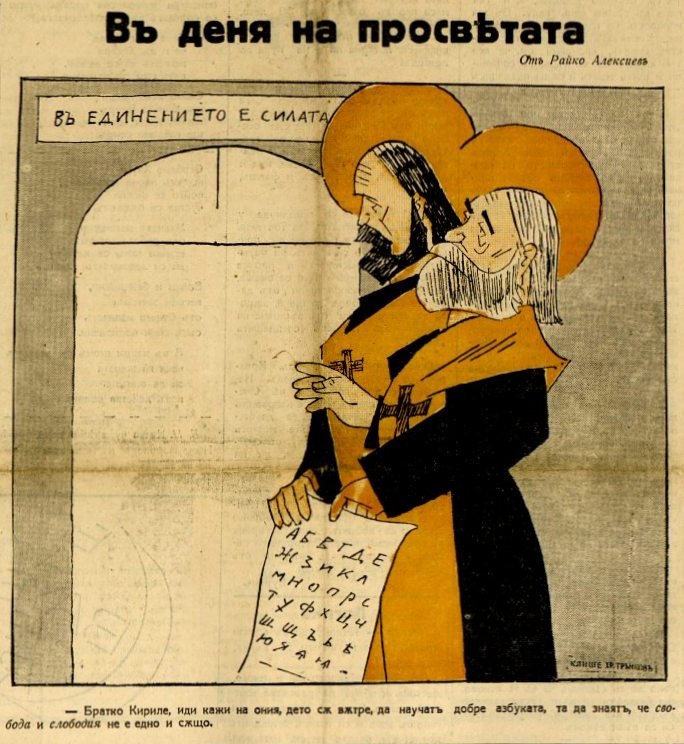
Uma charge sobre os santos Cirilo e Metódio da Bulgária em 1938. A legenda diz: Irmão Cirilo, vá dizer aos que estão lá dentro para aprenderem o alfabeto para que saibam que liberdade (em búlgaro: свобода) e anarquia (em búlgaro: слободия) não são a mesma coisa

Os alfabetos glagolítico e cirílico são os mais antigos alfabetos eslavos conhecidos e foram criados pelos dois irmãos e/ou seus alunos para traduzir os Evangelhos e os livros litúrgicos para as línguas eslavas.
O alfabeto cirílico arcaico foi desenvolvido pelos discípulos dos Santos Cirilo e Metódio na Escola Literária de Preslava no final do século IX como uma simplificação do alfabeto glagolítico que se assemelhava mais ao alfabeto grego. A escrita cirílica foi criada a partir do alfabeto grego e do alfabeto glagolítico. O cirílico gradualmente substituiu o glagolítico como o alfabeto da língua eslava da Igreja Antiga, que se tornou a língua oficial do Primeiro Império Búlgaro e mais tarde se espalhou para as terras eslavas orientais da Rússia de Kiev. O cirílico eventualmente se espalhou pela maior parte do mundo eslavo para se tornar o alfabeto padrão nos países eslavos ortodoxos orientais. Desta forma, o trabalho de Cirilo e Metódio e seus discípulos permitiu a disseminação do cristianismo por todo o Leste Europeu.
Após a adoção do cristianismo em 865, as cerimônias religiosas na Bulgária passaram a ser conduzidas em grego por clérigos enviados do Império Bizantino. Temendo a crescente influência bizantina e o enfraquecimento do Estado, Bóris viu a adoção da língua eslava antiga como uma forma de preservar a independência política e a estabilidade da Bulgária, então estabeleceu duas escolas literárias (academias), em Plisca e Ocrida, onde a teologia seria ensinada na língua eslava. Enquanto Naum de Ocrida permaneceu em Plisca trabalhando na fundação da Escola Literária de Preslava, que foi transferida para Preslav em 893, Clemente foi comissionado por Bóris I para organizar o ensino de teologia para futuros clérigos em eslavo eclesiástico antigo na Escola Literária de Ocrida. Ao longo de sete anos (886-893), Clemente ensinou cerca de 3.500 alunos na língua eslava e no alfabeto glagolítico.

## Galeria

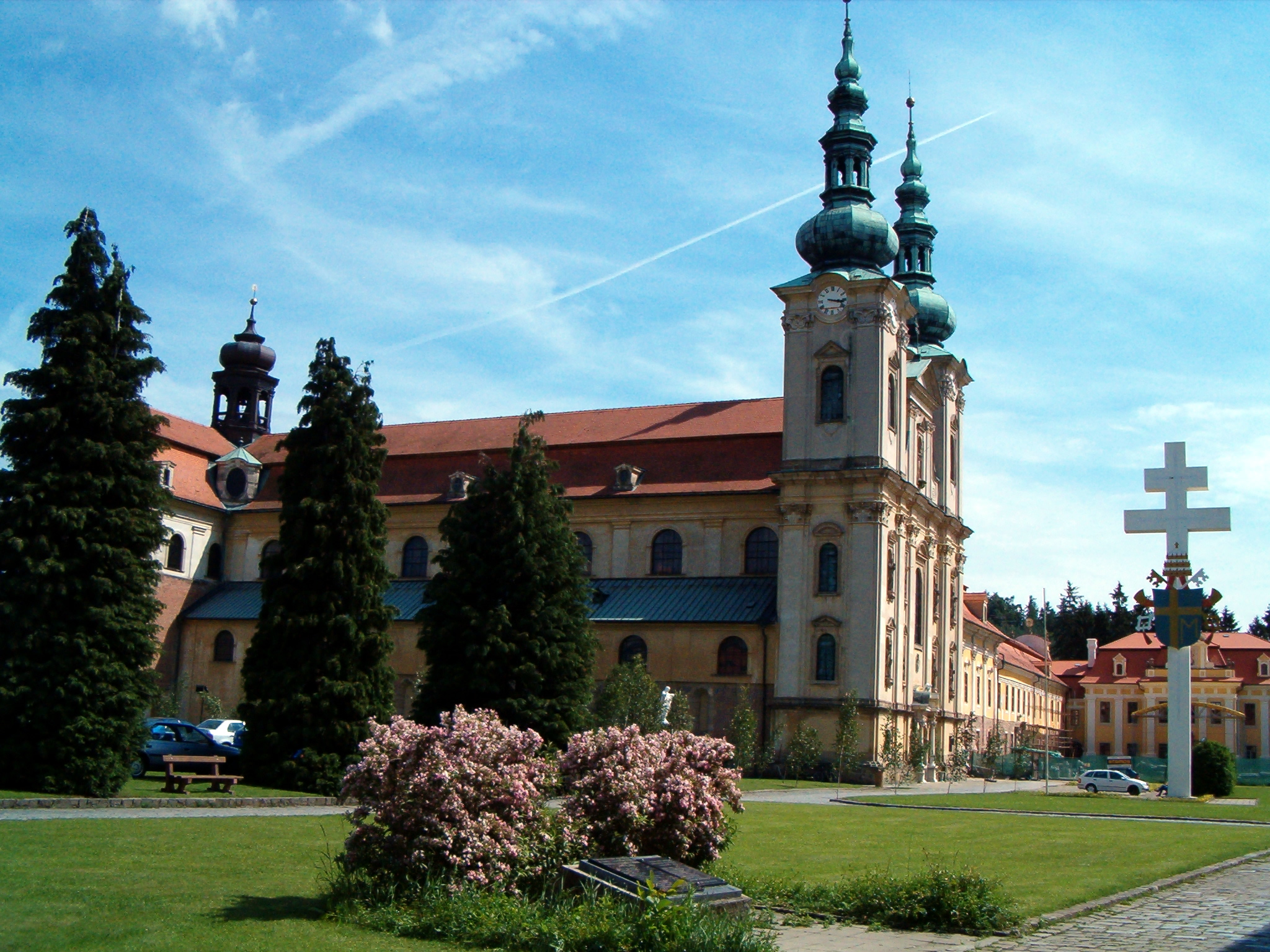
Basílica de São Cirilo e Metódio em Velehrad, Morávia, Chéquia
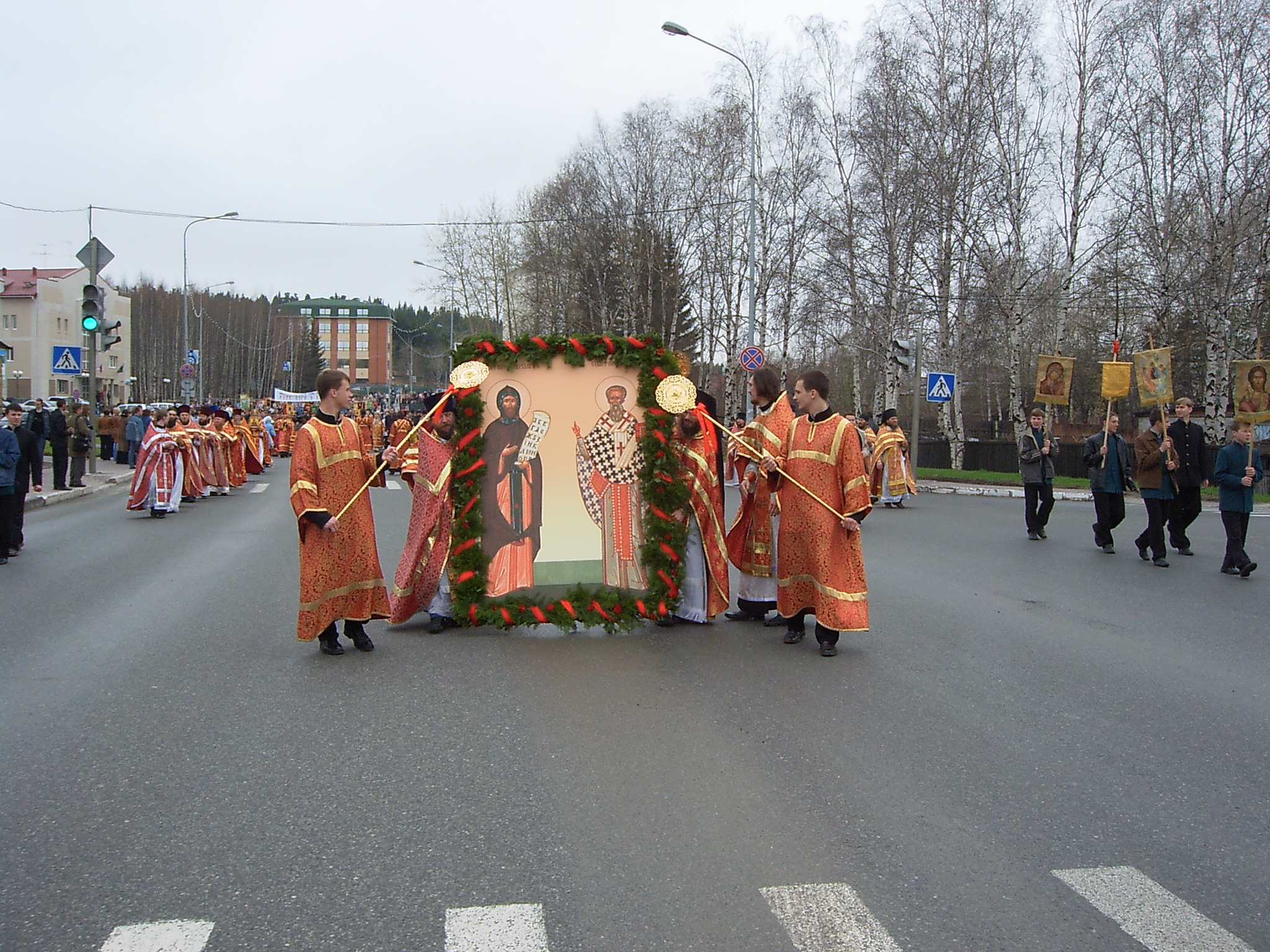
Procissão da Cruz em Khanty-Mansiisk no dia de São Cirilo e São Metódio em maio de 2006
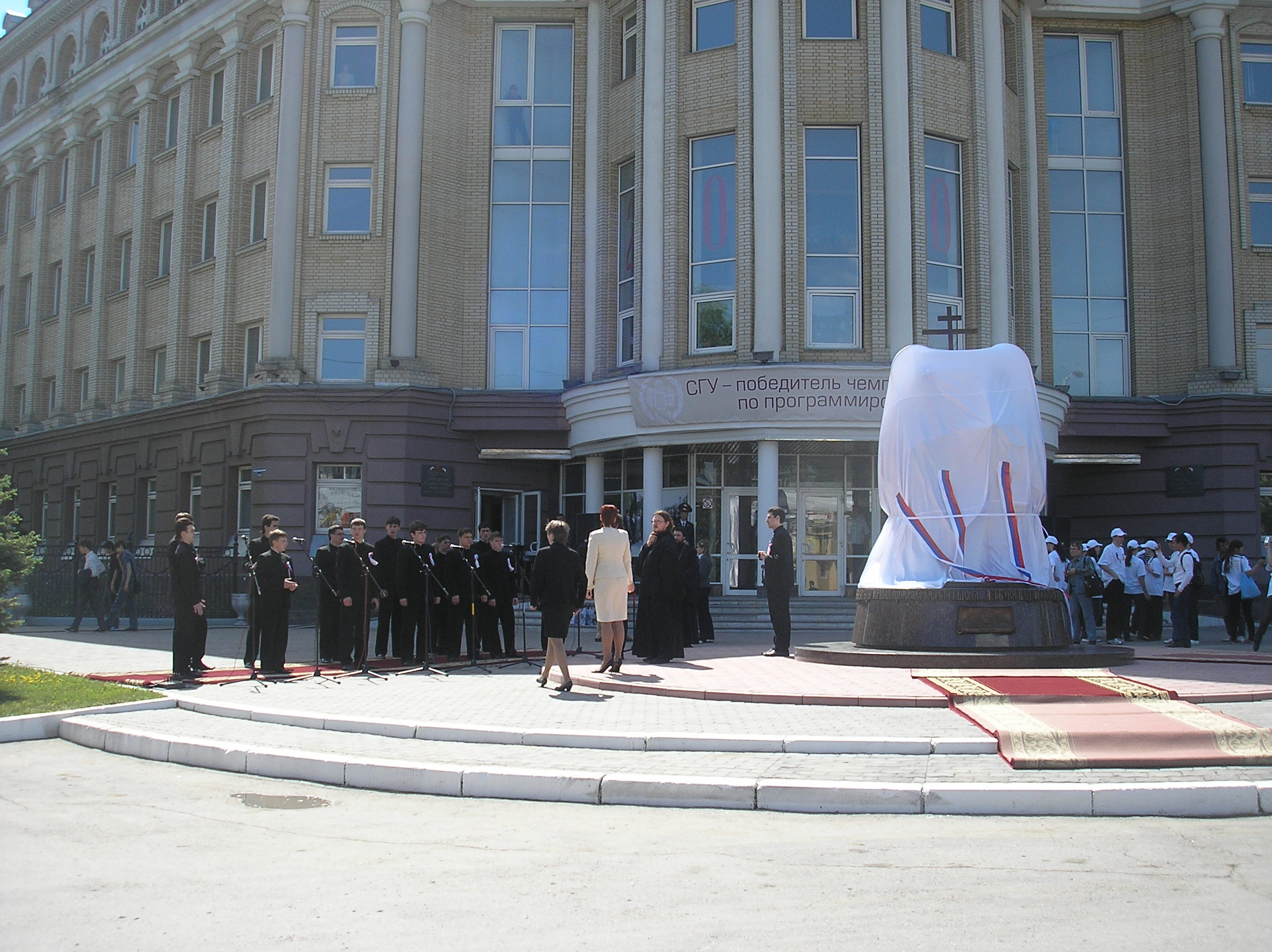
Inauguração do monumento aos Santos Cirilo e Metódio em Saratov no Dia da Literatura e Cultura Eslavas
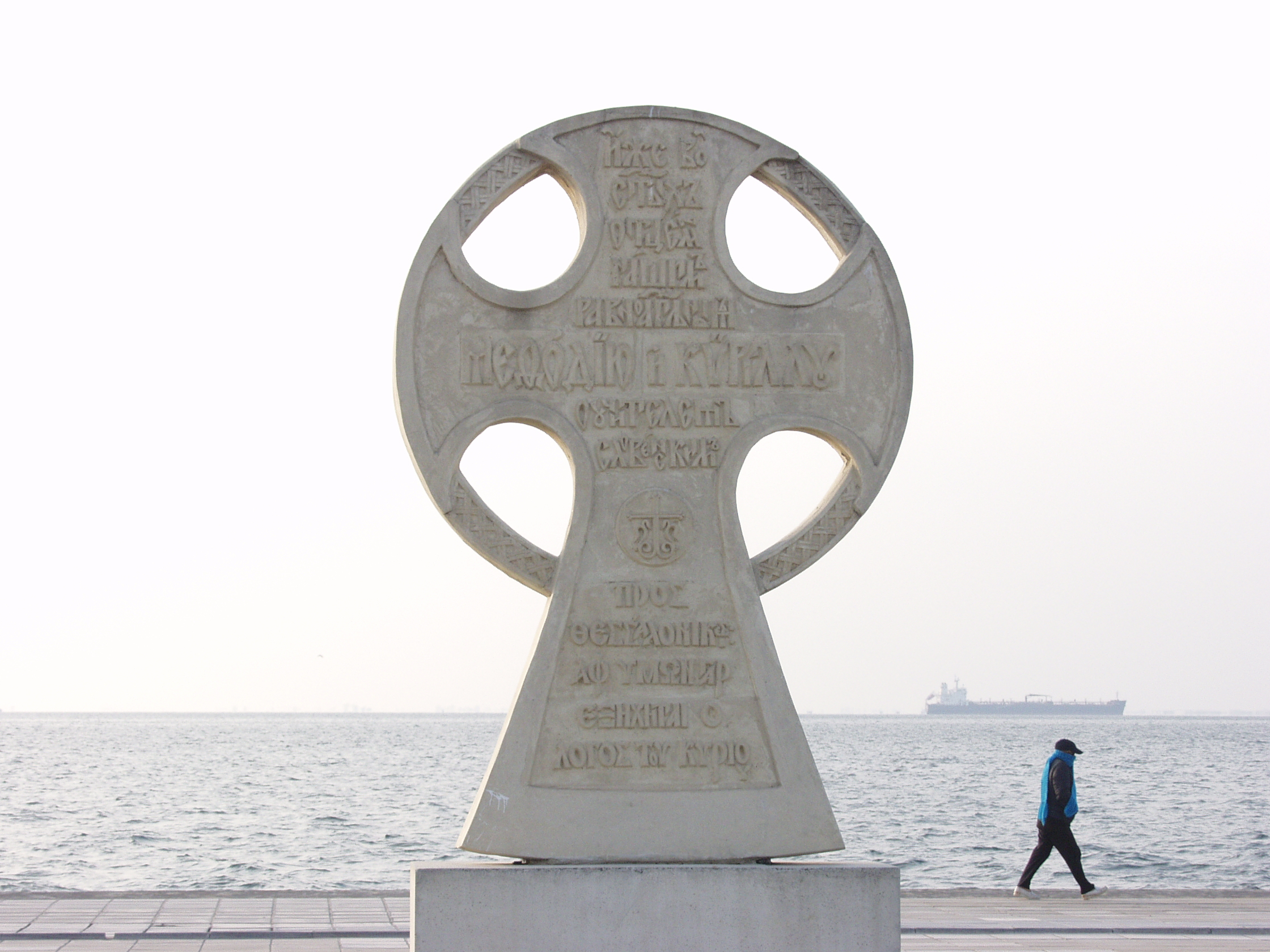
Tessalônica - monumento dos dois santos, presente da Igreja Ortodoxa Búlgara
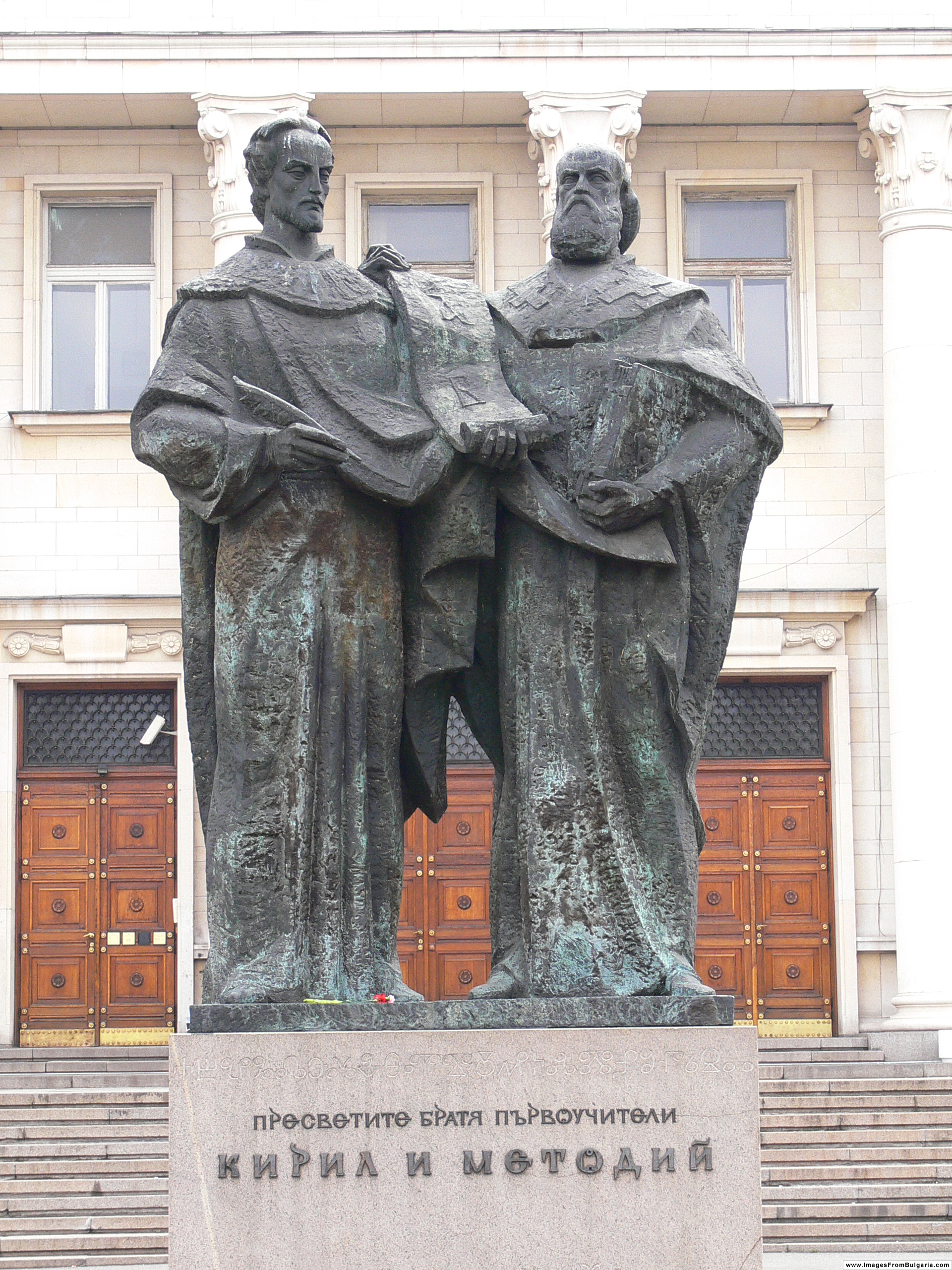
Bulgária - Estátua dos dois santos em frente à Biblioteca Nacional dos Santos Cirilo e Metódio, em Sófia
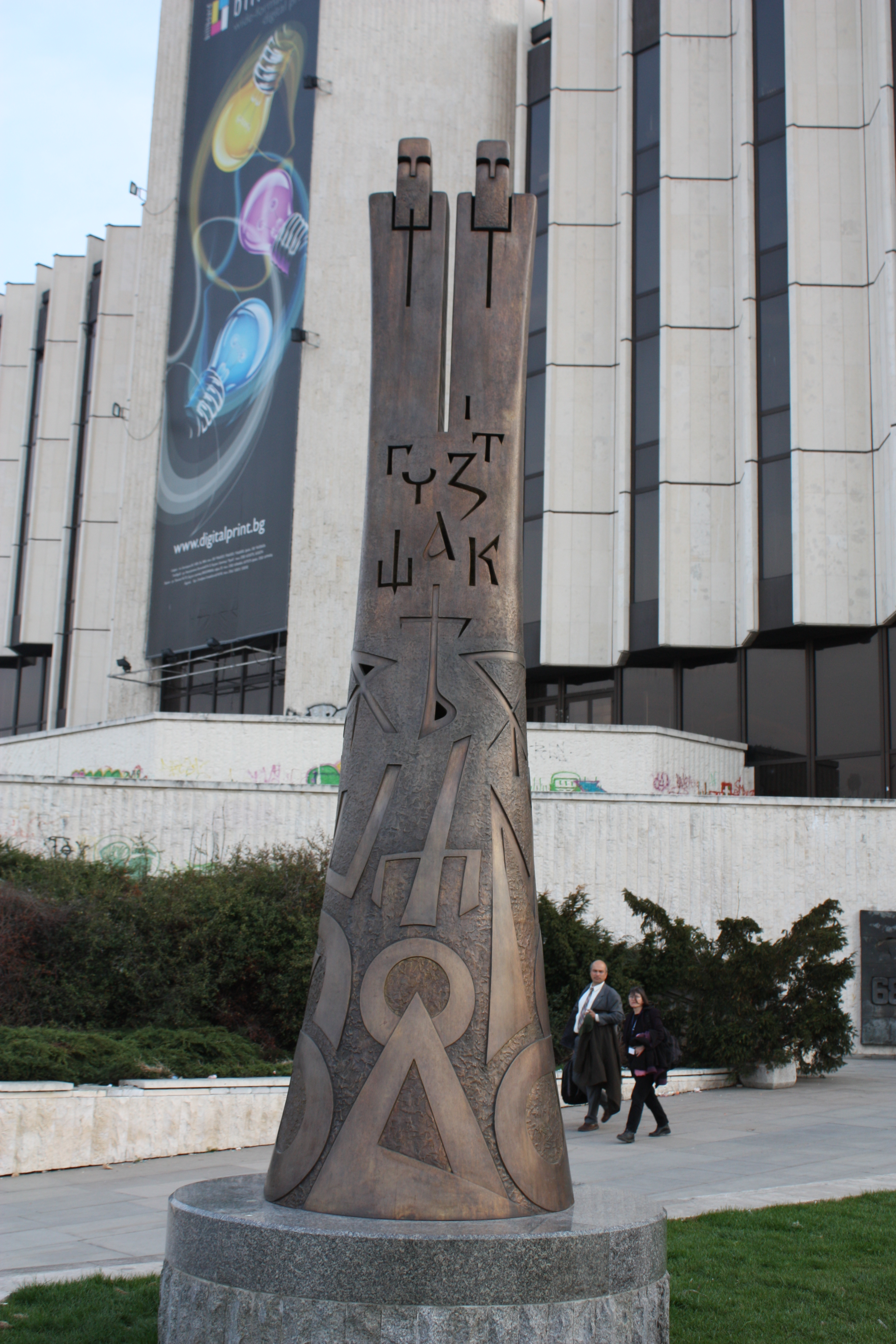
Bulgária - Estátua dos dois santos em frente ao Palácio Nacional da Cultura em Sófia
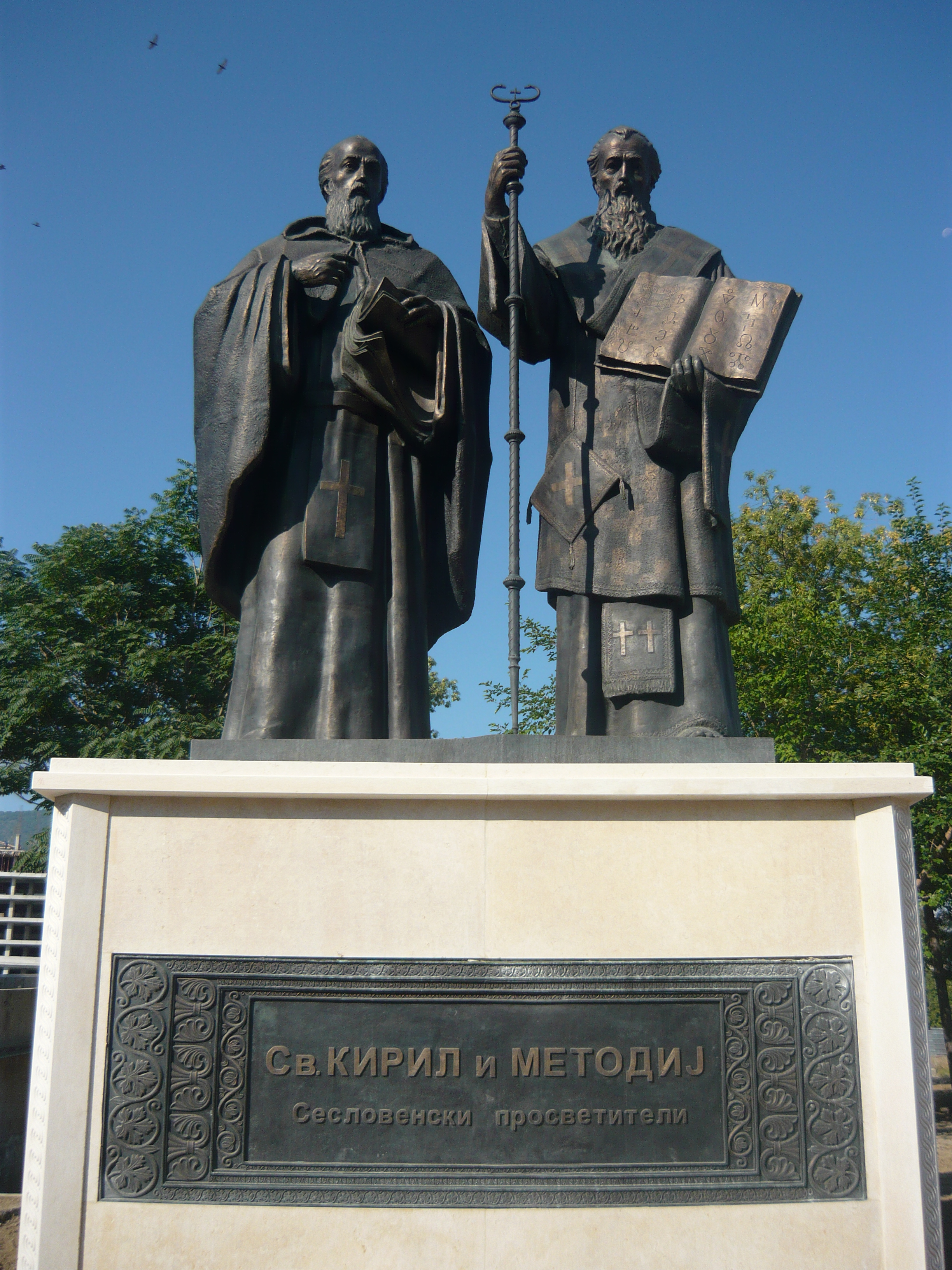
Macedônia do Norte - Estátua de Cirilo e Metódio perto da Ponte de Pedra em Escópia
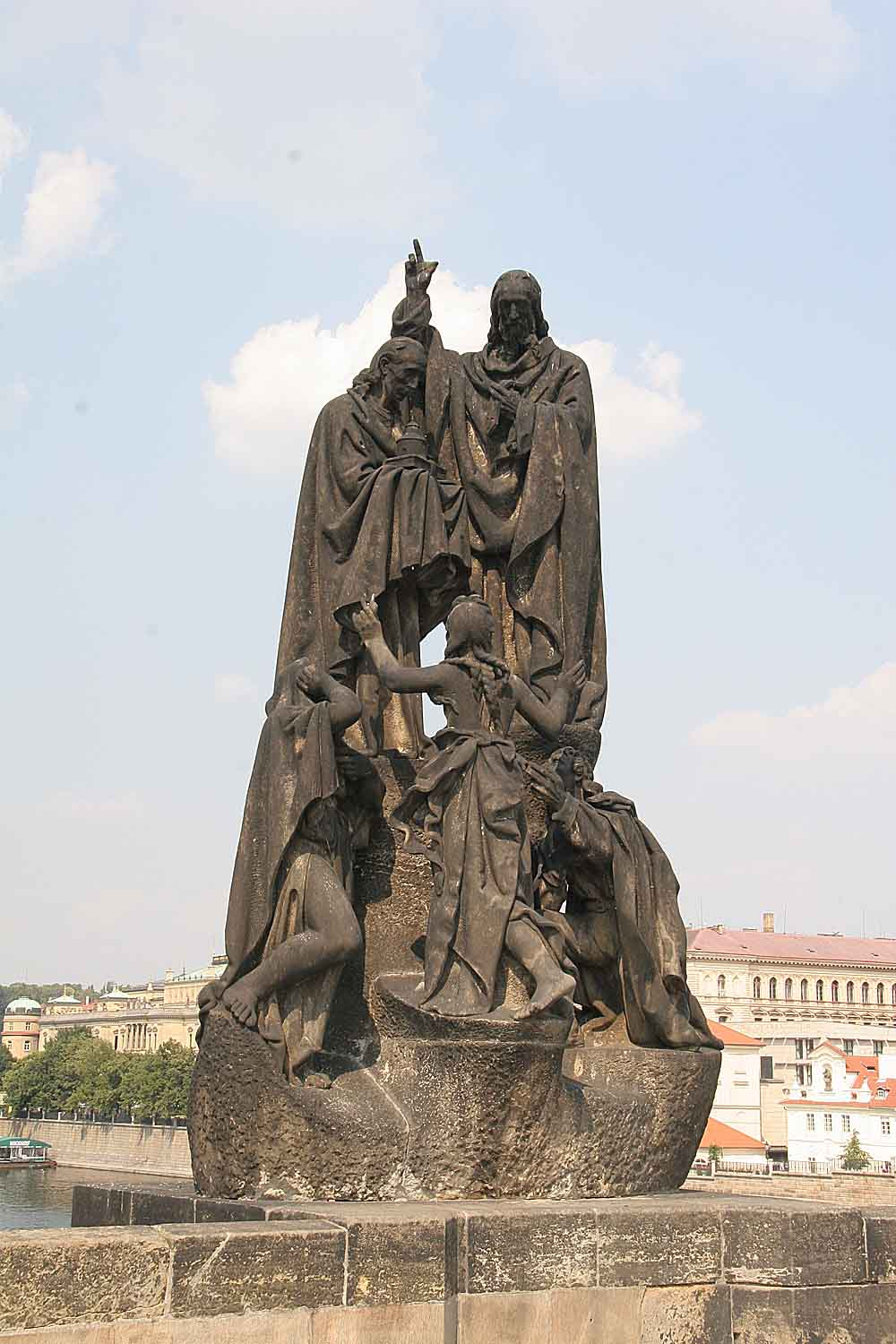
Chéquia - Estátua dos Santos Cirilo e Metódio na Ponte Carlos em Praga
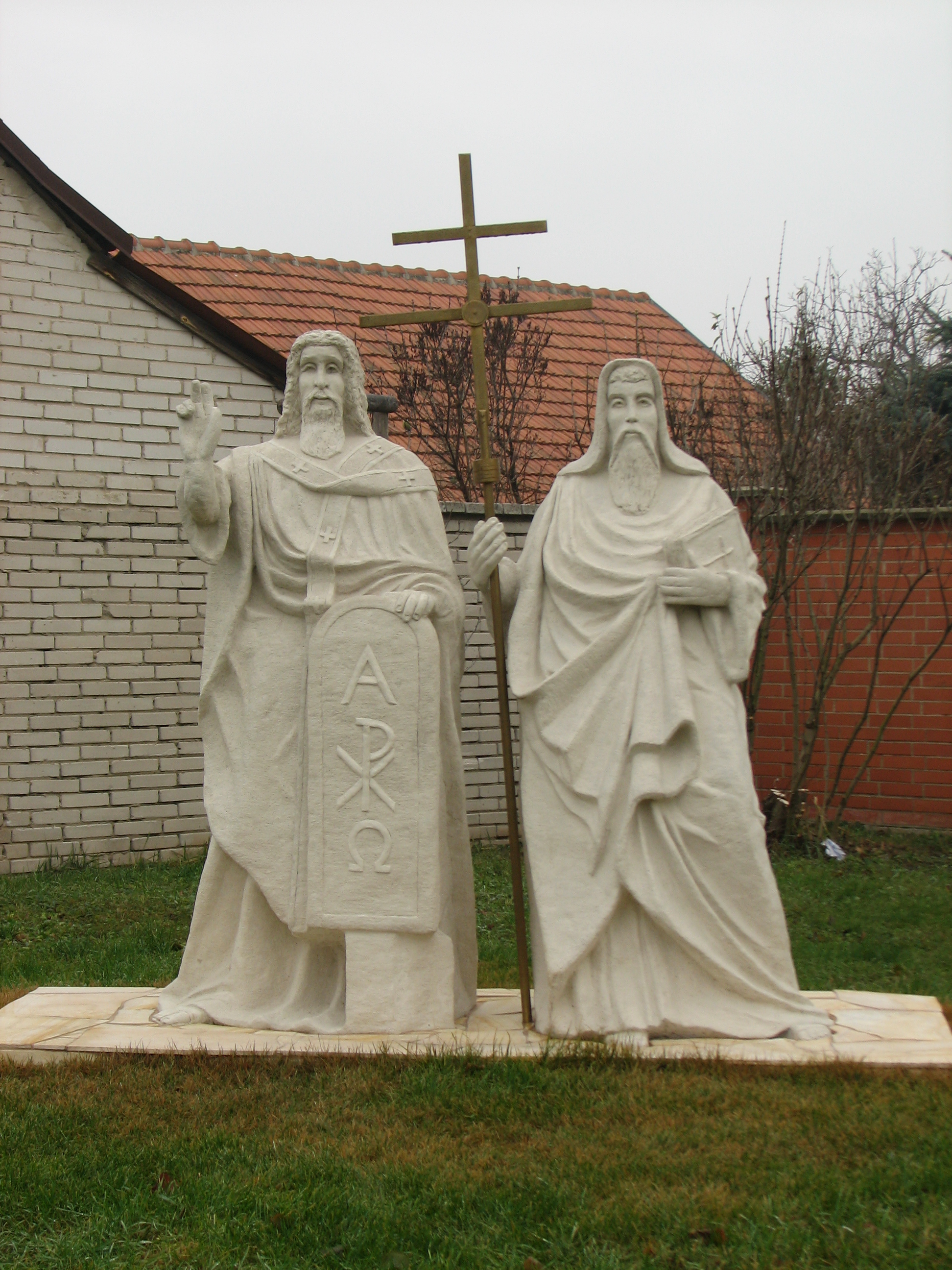
Chéquia - Monumento aos Santos Cirilo e Metódio em Mikulčice
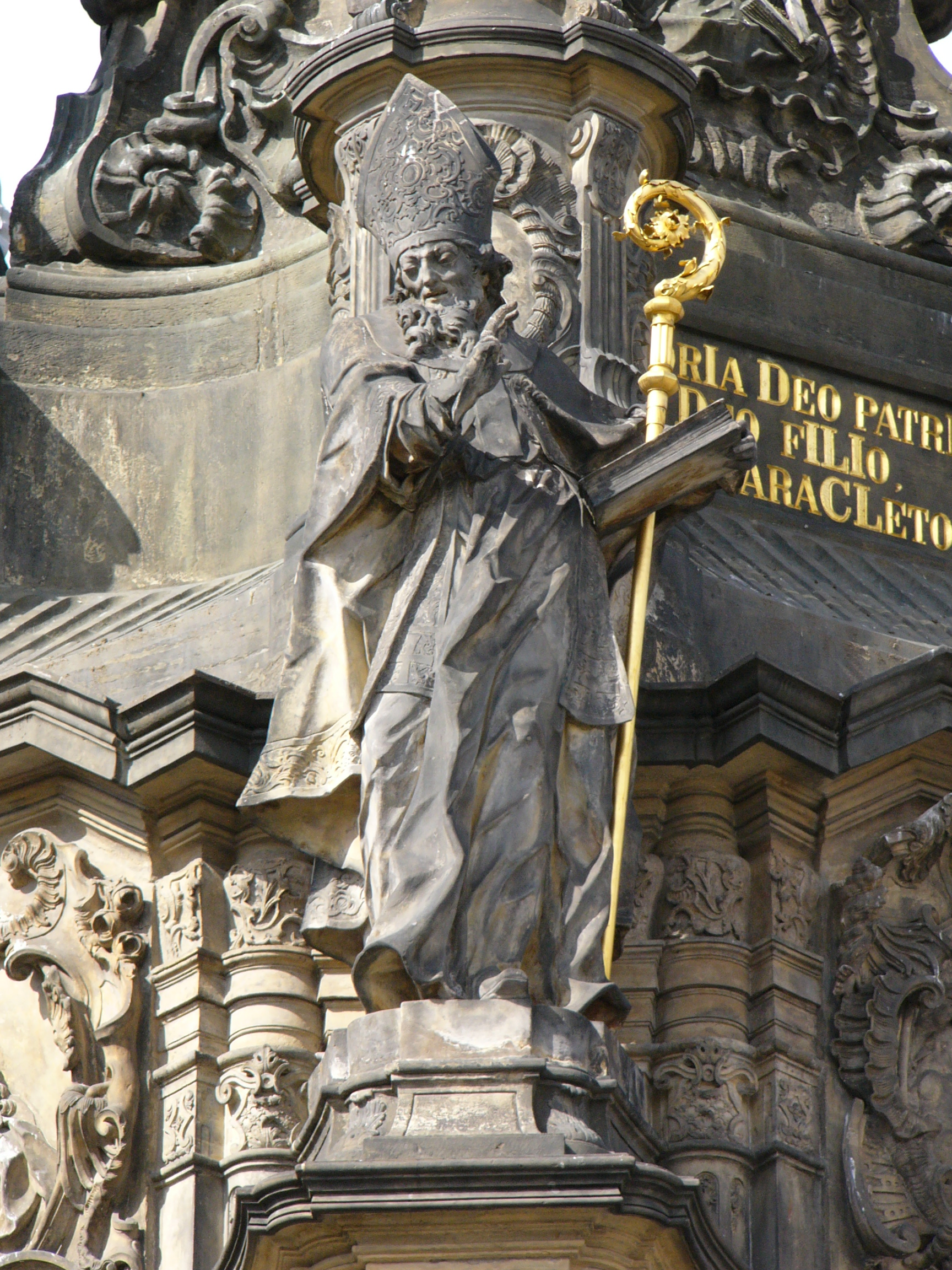
Chéquia - Estátua de São Metódio na Coluna da Santíssima Trindade em Olomouc, na Morávia
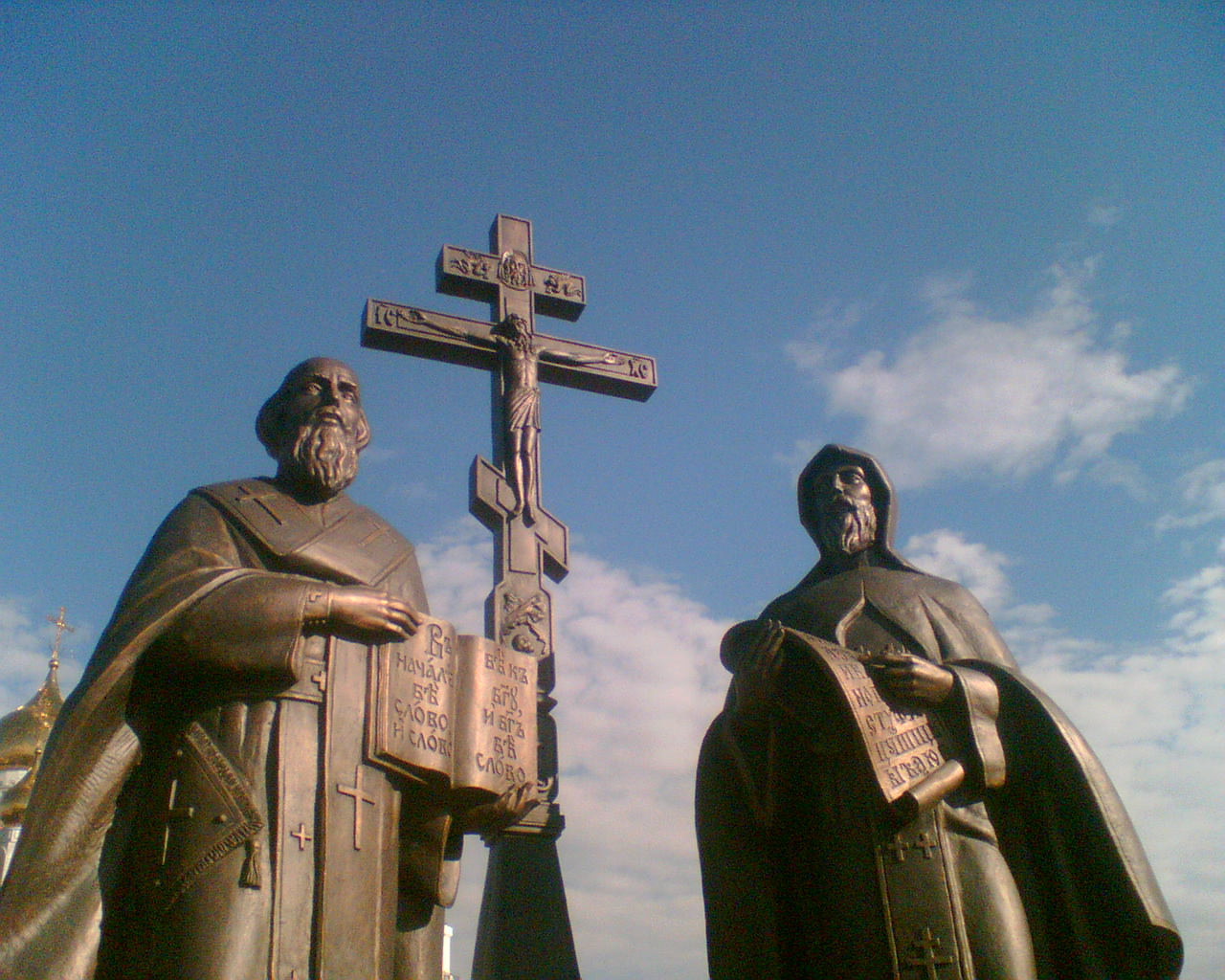
Rússia - o monumento em Khanty-Mansiisk
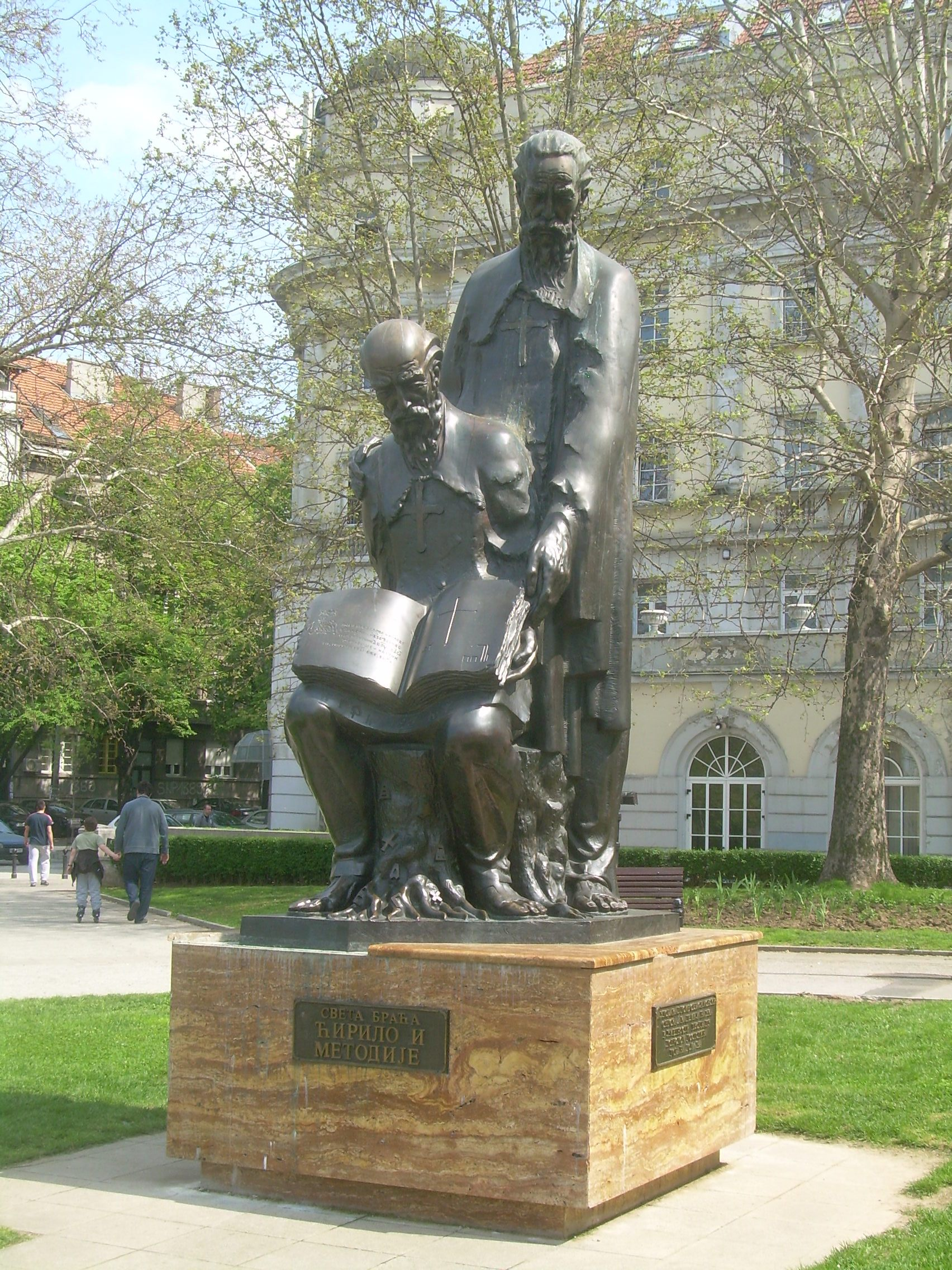
Sérvia - o monumento aos Santos Cirilo e Metódio em Belgrado
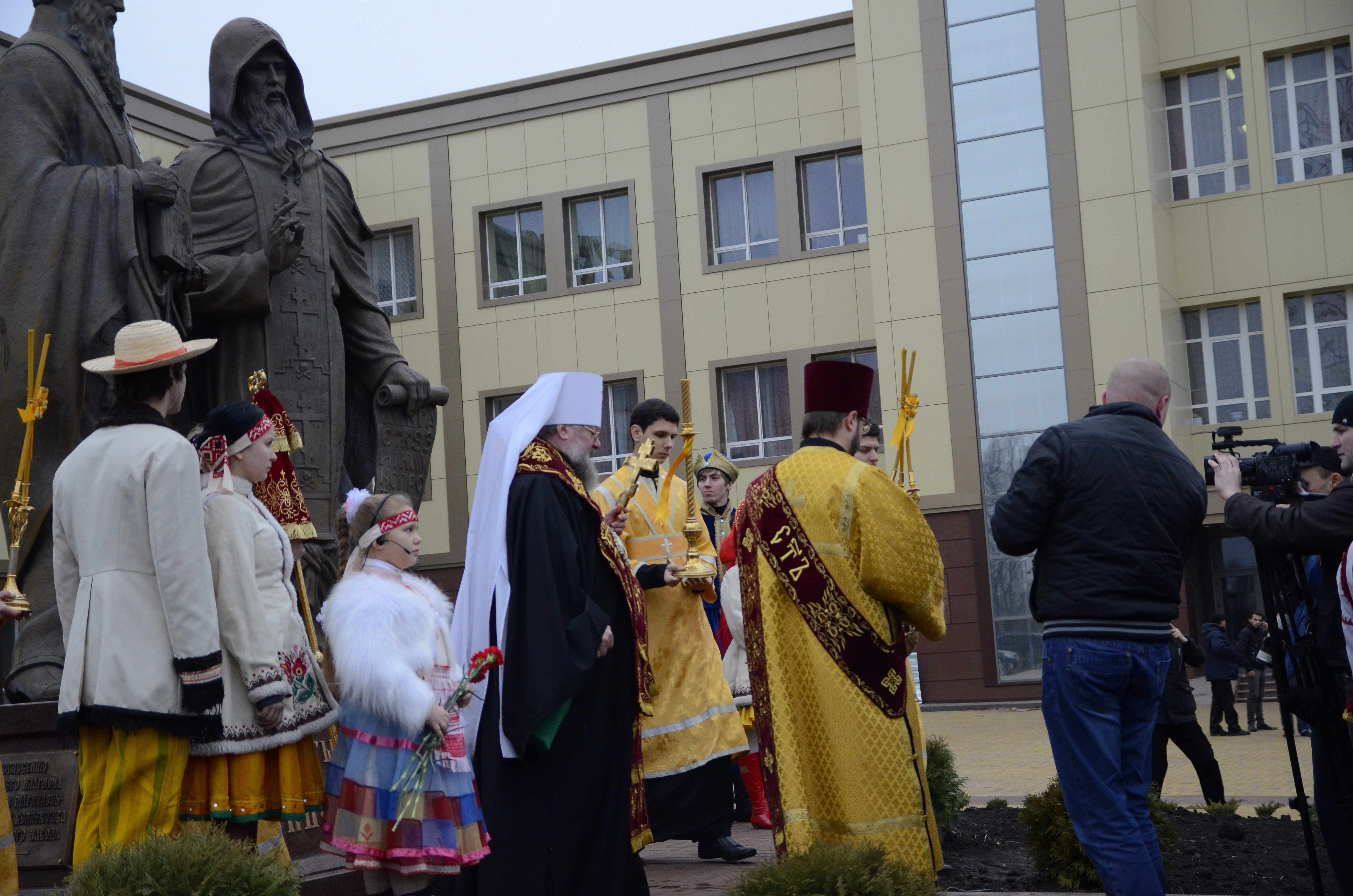
Inauguração do monumento a Cirilo e Metódio em Donetsk
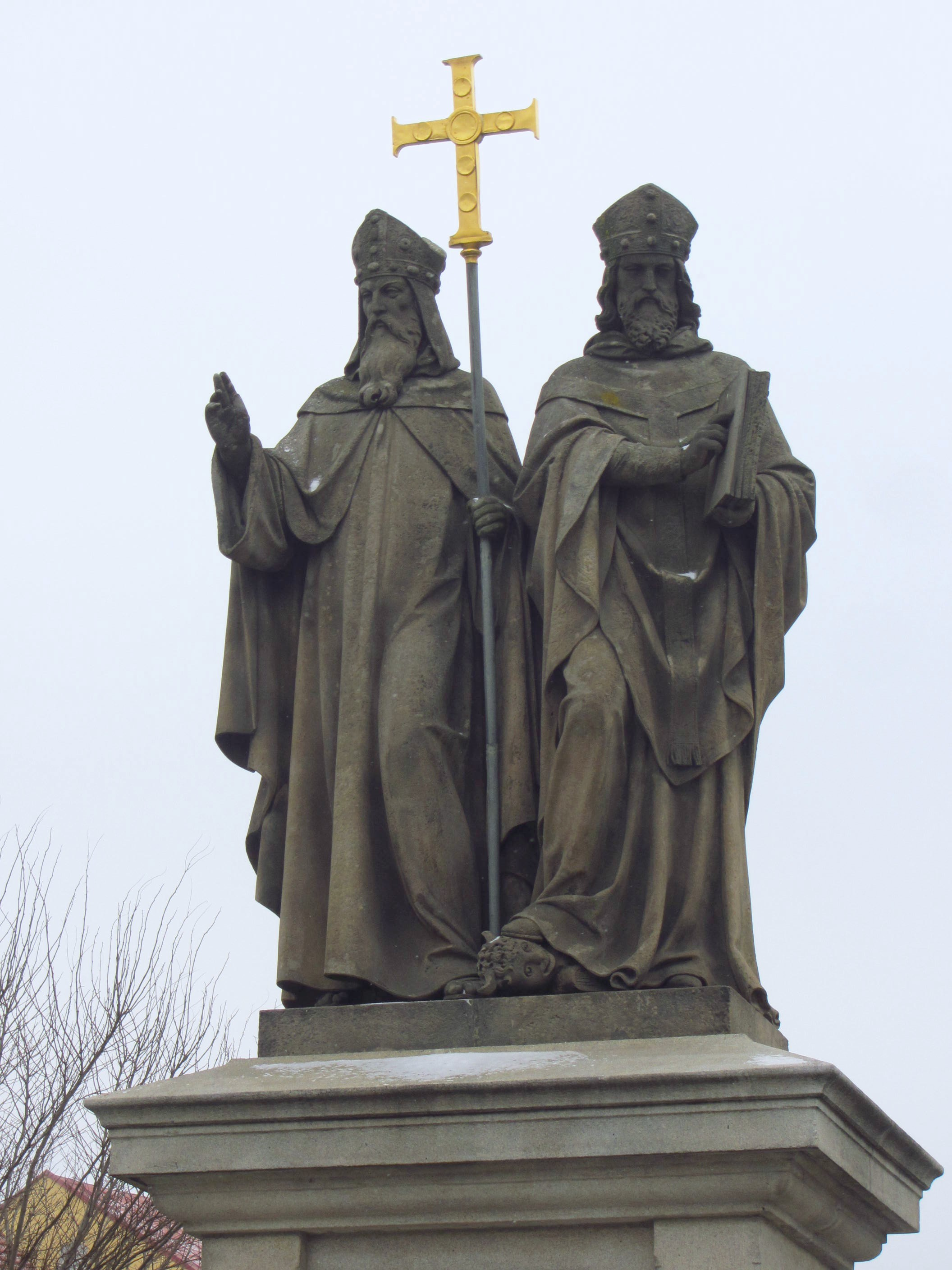
Estátua, Santos Cirilo e Metódio, Třebíč, Chéquia